# Camille de Neufville de Villeroy
Pour les articles homonymes, voir Neuville et Villeroy.
Camille de Neufville de Villeroy (Rome, 22 août 1606 - Lyon, 3 juin 1693) est un homme d'Église français. Il est archevêque et comte de Lyon, primat des Gaules, de 1653 à 1693.

## Biographie

### Jeunesse et formation
Second des cinq fils de Charles Ier de Neufville de Villeroy, marquis d'Halincourt, et petit-fils de Nicolas IV de Neufville de Villeroy, ancien ministre des rois de France, il nait à Rome où son père est ambassadeur du roi. Il doit son prénom à son parrain Camille Borghèse, pape sous le nom de Paul V.
En 1607 il arrive à Lyon. En 1612, il reçoit la tonsure. L'année suivante, il est reçu chanoine-comte de Saint-Jean de Lyon,, avant de laisser la place à son frère, Nicolas, en 1614. N'étant que le cadet de la famille, sa voie est toute tracée : il fera une carrière ecclésiastique. En 1616, il est nommé abbé de Saint-Wandrille en Seine-Maritime puis en 1617 abbé d'Ainay et abbé de l'Île Barbe en 1618.
Il fait ses études à la Sorbonne et soutient son doctorat. Il devient alors docteur en théologie.
Il revient à Lyon en 1646 pour assurer la fonction de Lieutenant général du gouvernement du Lyonnais, du Beaujolais et du Forez auprès de son frère aîné, Nicolas.

### Double charge: gouverneur et archevêque

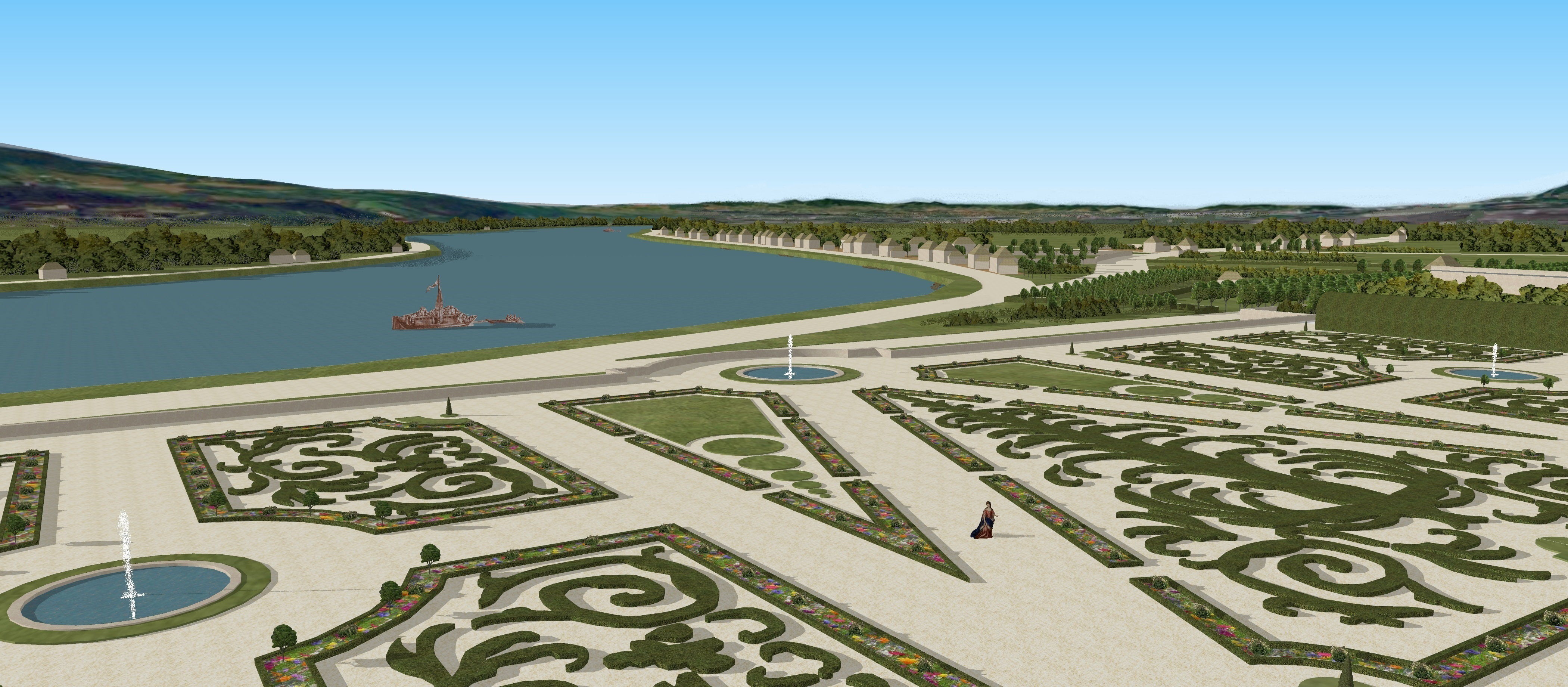
Restitution de la vue sur les parterres du château d'Ombreval (Vimy), à Neuville-sur-Saône, au nord de Lyon, vers 1670.

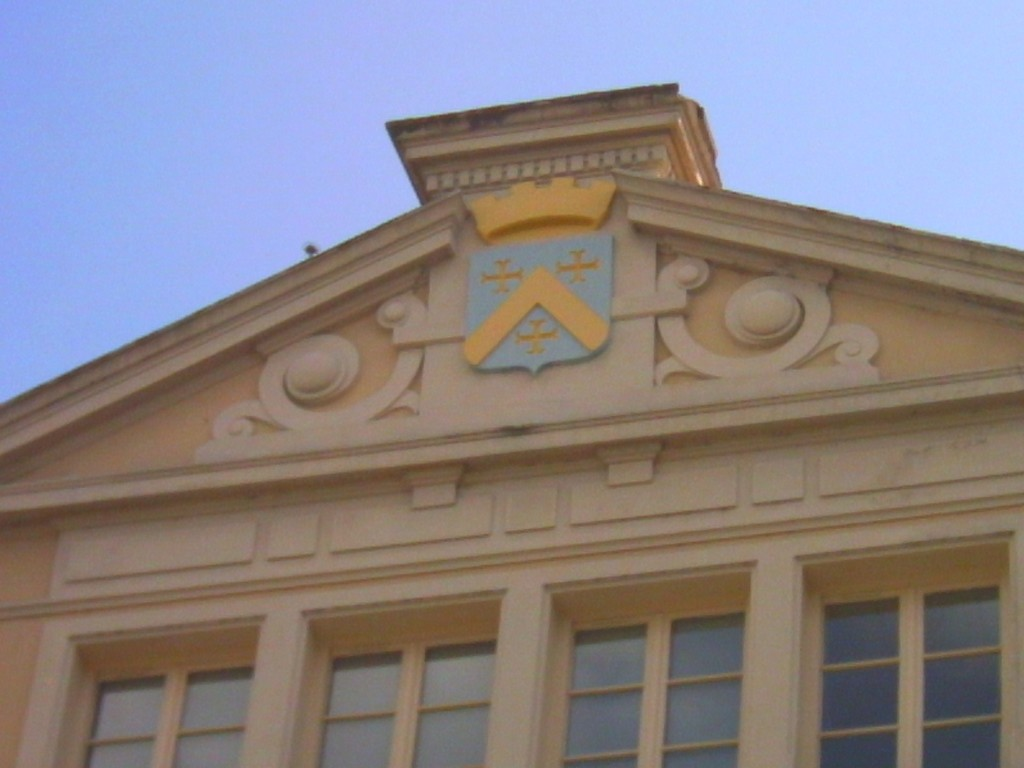
Le blason de Camille de Neufville sur le château d'Ombreval, aujourd'hui mairie de Neuville-sur-Saône

Dès juin 1630 (il n'a pas encore vingt-quatre ans), il achète le château d'Ombreval, à Vimy, au nord de Lyon, et en fait une résidence somptueuse. Il a l'occasion d'y recevoir Louis XIII.
Il est reçu à nouveau au Chapitre de Lyon, en 1635, remplaçant son frère.
En 1641, il est nommé abbé commendataire de Mozac en Basse-Auvergne. Il le restera jusqu'en 1655. Cependant il vit à Vimy qui prendra un jour le nom de « Neufville » ou « Neuville ».
Le 6 mai 1646, il est nommé par le roi Lieutenant général auprès de son frère Nicolas, gouverneur du Lyonnais, Forez et Beaujolais. Cette commission l'autorise à exercer la charge de gouverneur lors des absences de son aîné, souvent accaparé par ses fonctions de maréchal de France, à la cour du roi.
Pendant la Fronde, il affirme sa fidélité au Roi Louis XIV, et maintient sous l'autorité royale la seconde ville du royaume.
En 1653, conformément au Concordat de Bologne, il devient archevêque de Lyon, succédant à Alphonse de Richelieu dans ses fonctions.
Dès lors, Camille de Neufville de Villeroy assure une double charge, temporelle et spirituelle, et s'établit au palais de l'archevêché.
En 1658 il accueille Louis XIV.
Par Lettres de juillet 1666, la baronnie de Vimy est érigée en marquisat sous le nom de Neuville. La seigneurie, considérable, comprend Ombreval, Montjoly, Ligneux, Montanay, Romanèche, Montellier, La Morelle, Bussiges, Beaulieu, Salornay et La Saussaye.

### Politique mise en œuvre

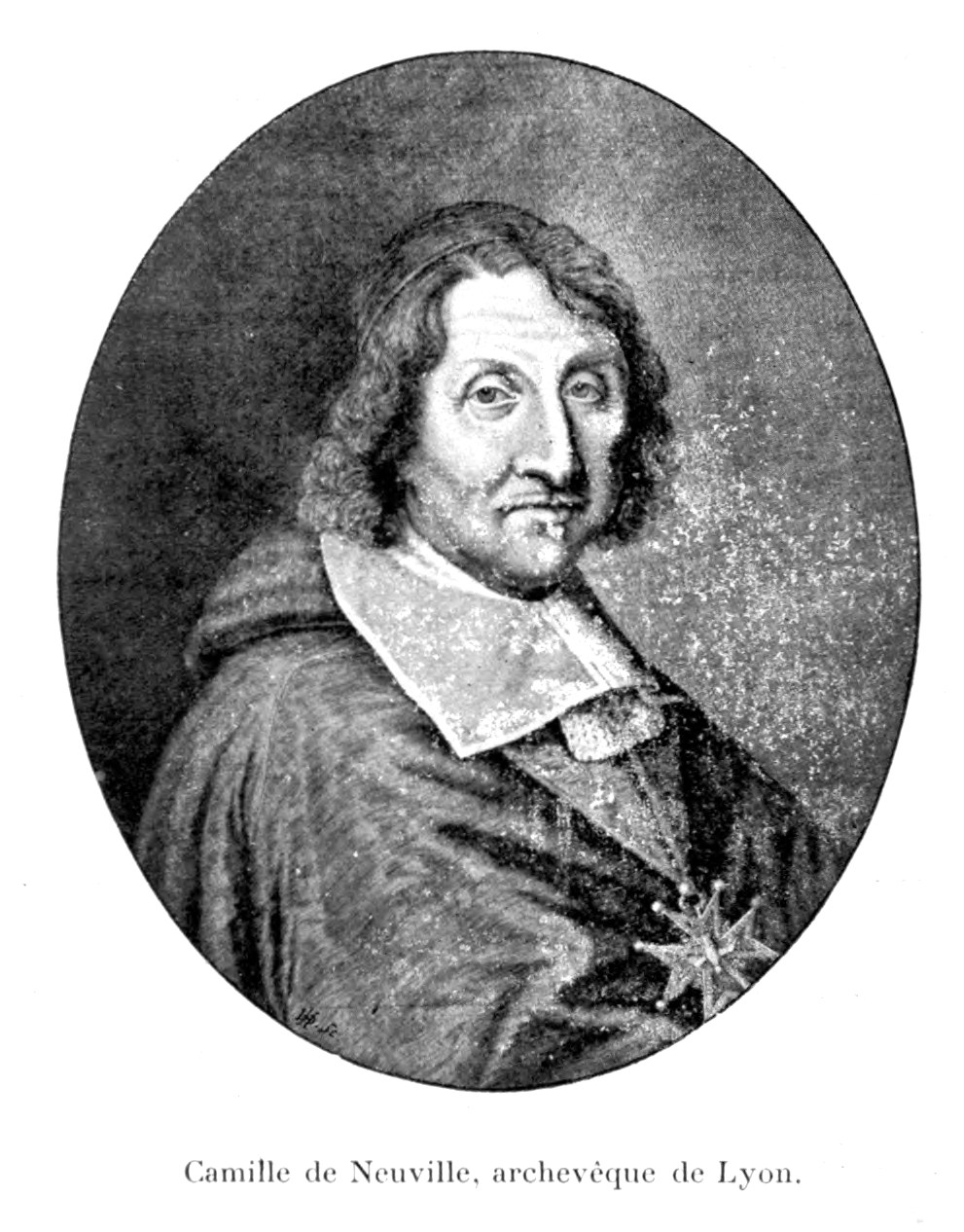
Gravure du XIXe siècle.

Camille de Neufville de Villeroy réforme son diocèse, laissé à l'abandon par son prédécesseur. Il applique des méthodes d'inspiration borroméenne. Il visite méthodiquement, du Jura au Dauphiné et au Forez, les 760 paroisses de cet immense diocèse, soutient les congrégations religieuses, crée des fondations séminaires (séminaire Saint-Irénée, séminaire Saint-Charles, missionnaires de Saint-Joseph, de Saint-Lazare), aide au développement des couvents (féminins notamment), et restaure la discipline dans le clergé régulier et séculier.
Par son autorité, Camille de Neufville de Villeroy fait figure d'exception dans l'exercice de sa charge de gouverneur. Au moment où les intendants prennent le pas sur les autres gouverneurs dans le royaume, Saint-Simon souligne qu'il ne fléchit pas : « tout tremblait sous lui, les villes, les troupes, jusqu'à l'intendant. » Il précise : « Il avait plus d'esprit et de sens encore que son frère, fut peu archevêque et moins commandant que roi en ces provinces qu'il ne quittait presque jamais. » 
Toutefois il privilégie toujours la négociation sur la contrainte. Ses bonnes relations avec les Jésuites soutiennent son action de lutte contre le jansénisme, alors fermement combattu par les autorités royales et pontificales. Il est à noter aussi qu'il nomme son demi-frère Antoine de Neufville vicaire général pour solliciter ses conseils.
De même il juge inutile de lutter contre la religion prétendument réformée, peu répandue en région lyonnaise, mais importante dans le commerce de la ville. En sorte que, lors de la révocation de l’Édit de Nantes, en 1685, « l'abjuration se fit sans grandes peines ni formalités ». Quant aux récalcitrants, ils purent partir avec leurs biens.
Contesté dans sa prééminence de primat des Gaules par plusieurs archevêques, dont celui de Paris, François Harlay de Champvallon, Neufville tient bon.
Dans la lutte qui oppose Louis XIV et l'Église gallicane au Pape dans les années 1680 (l'affaire de la régale), il reste fidèle au roi.
Son double pouvoir temporel et spirituel octroie des privilèges à Camille de Neufville de Villeroy et lui permet de vivre dans l'opulence. Par exemple, à l'occasion de la Saint Hubert patron des chasseurs, il fête en grande pompe ce 3 novembre en organisant une superbe chasse dans sa belle demeure de Vimy à Neuville. Les plats raffinés se succèdent à sa table : langues fumées, truffes noires, gibier... Son train de vie est fastueux, avec feux d'artifice réguliers, et Camille n'hésite pas à réclamer des sommes supplémentaires au roi quand il le juge nécessaire.
Pour autant, il ne néglige pas sa mission religieuse. Secondé par Charles Démia, il fonde par exemple plusieurs écoles pour enfants pauvres. En 1689 on en compte 16 dans le diocèse.
Jusqu'à la fin de sa vie, Camille de Neufville de Villeroy assure la gestion de son diocèse, faisant face notamment à la grande famine de 1693.

### Postérité
Camille de Neufville de Villeroy meurt le 13 juin 1693, à Lyon, à l'âge de 87 ans.
L'archevêché qu'il laisse derrière lui doit revenir à son petit-neveu, François Paul de Neufville. Néanmoins celui-ci est trop jeune pour assurer la fonction et le nouvel archevêque est dans un premier temps Claude de Saint-Georges de 1693 à 1714, avant que ce ne soit effectivement François Paul de Neufville de 1714 à 1731.
Contrairement à sa volonté expresse, la ville lui fait des funérailles solennelles.
En revanche, son souhait est respecté concernant sa bibliothèque. Collectionneur de livres et érudit, il possédait en effet une bibliothèque riche de plus de 5 000 volumes, comportant de nombreux ouvrages religieux et pour laquelle il avait fait construire une galerie sur voûtes. À sa mort, le fonds est transmis au collège des jésuites. Quant à la galerie, située en bord de Saône, le nouvel archevêque son successeur, décide d'en poursuivre l'aménagement, la dotant d'une terrasse.
Enfin, concernant la puissance de la famille de Villeroy, celle-ci se trouva consolidée après l'œuvre de Camille de Neufville.
À propos de la postérité architecturale, on peut rappeler que Camille de Neufville de Villeroy s'est trouvé en 1646 à l'initiative de l'édification de l'actuel Hôtel de ville de Lyon, invitant le Consulat à prendre cette décision.
Il a marqué aussi définitivement la ville de Neuville-sur-Saône de son empreinte, finançant la construction d'une église imposante dans sa paroisse de Vimy, devenue Neuville depuis 1666, et communément appelée paroisse de « Neuville-l'Archevêque ». Et si à la Révolution, la ville devient momentanément « Marat-sur-Saône », elle a conservé le nom de ce personnage et se nomme encore aujourd'hui « Neuville-sur-Saône ». Un buste en marbre de Carrare de Camille de Neuville, attribué à Antoine Coysevox, et récemment restauré, est visible dans une chapelle latérale gauche de l'église.

## Armoiries
| Blason | Blasonnement : D'azur au chevron d'or, accompagné de trois croisettes ancrées du même. |